# Paul Volz (Theologe, 1480)
Paul Volz, latinisiert Paulus Volzius (* 1480 in Offenburg; † 6. Juli 1544 in Straßburg) war Humanist, Abt und Theologe.
Paul Volz wurde 1480 als Sohn eines Schneiders in Offenburg geboren. Julius Kindler von Knobloch gibt als Eltern Peter d. J. Voltz von Altenau, Schultheiß zu Straßburg, und Gattin Margaretha Wurmser an. 1491 wurde er Novize im Kloster Schuttern, wo er ein großes Interesse am Studium von Büchern zeigte. So schickte ihn der Konvent 1495 als Student an die Universität Tübingen, die er 1499 mit einer Promotion (mag.art.) abschloss. Prägend für seine Studienzeit waren die Kontakte zu Konrad Summenhart, Gregor Reisch und Jakob Wimpfeling. Anschließend kehrte er wieder zurück ins Kloster Schuttern. Als Bibliothekar und Historiker erarbeitete er dort die unvollendet gebliebene  Chronik des Klosters (Annales monasterii Schutterensis), die sein Klosterbruder Nikolaus von Gerau fortführte.
Im Januar 1512 wurde er zum Abt des elsässischen Klosters Hugshofen berufen, um daselbst die Bursfelder Reformation durchzuführen. 1525 floh er vor den Bauernunruhen nach Schlettstadt, kehrte aber bald in seine ausgeplünderte Abtei zurück. Lutherischer Neigungen verdächtigt, begab er sich 1526 nach Straßburg, wo er in schriftstellerischer Tätigkeit still für sich lebte. Ab 1529 wirkte er als evangelischer Prediger und Beichtvater der Nonnen zu St. Nikolai. Weiterhin war er Mitglied der Gelehrtengesellschaft, wo er mehrere Werke verfasste, und ab 1539 Rektor des Straßburger Gymnasiums zu St. Wilhelm, Vorläufer der Universität Straßburg. Er starb am 6. Juli 1544 in Straßburg. Martin Bucer hielt ihm die Leichenrede.
Volz wurde als eifriger Humanist und gelehrter Archäologe gerühmt. Er verkehrte im Kreise der im Jahr 1516 gegründeten Gelehrten Gesellschaft an der Schlettstadter Lateinschule und pflegte enge Kontakte zu bedeutenden Humanisten wie Hans Spadius, Beatus Rhenanus, Jakob Spiegel, Jakob Wimpfeling und Martin Bucer. Eine lebenslange Freundschaft verband ihn mit Erasmus von Rotterdam.